# Ogcodes gibbosus
Ogcodes gibbosus – gatunek muchówki z podrzędu krótkoczułkich i rodziny opękowatych.
Gatunek ten opisany został w 1758 roku przez Karola Linneusza jako Musca gibbosus.
Muchówka o ciele długości od 3 do 7 mm. Jej błyszcząco czarny tułów porasta szarożółte owłosienie. Cała powierzchnia łusek tułowiowych jest biała. Skrzydła są przezroczyste, a przezmianki odznaczają się żółtymi główkami. Odnóża mają ciemnobrunatne uda z żółtymi końcami. Samce mają tergity odwłoka żółte z czarnymi, pośrodku rozszerzonymi przepaskami na przednich brzegach. Odwłok samic jest czarny z wąskimi, żółtymi przepaskami na tylnych krawędziach tergitów.
Owad znany z prawie całej Europy, a ponadto z Afryki Północnej, Bliskiego Wschodu i wschodniej Palearktyki. Występuje również w Polsce. Owady dorosłe są aktywne od czerwca do sierpnia.